# Portret Ludwika Marii Burbona y Vallabriga

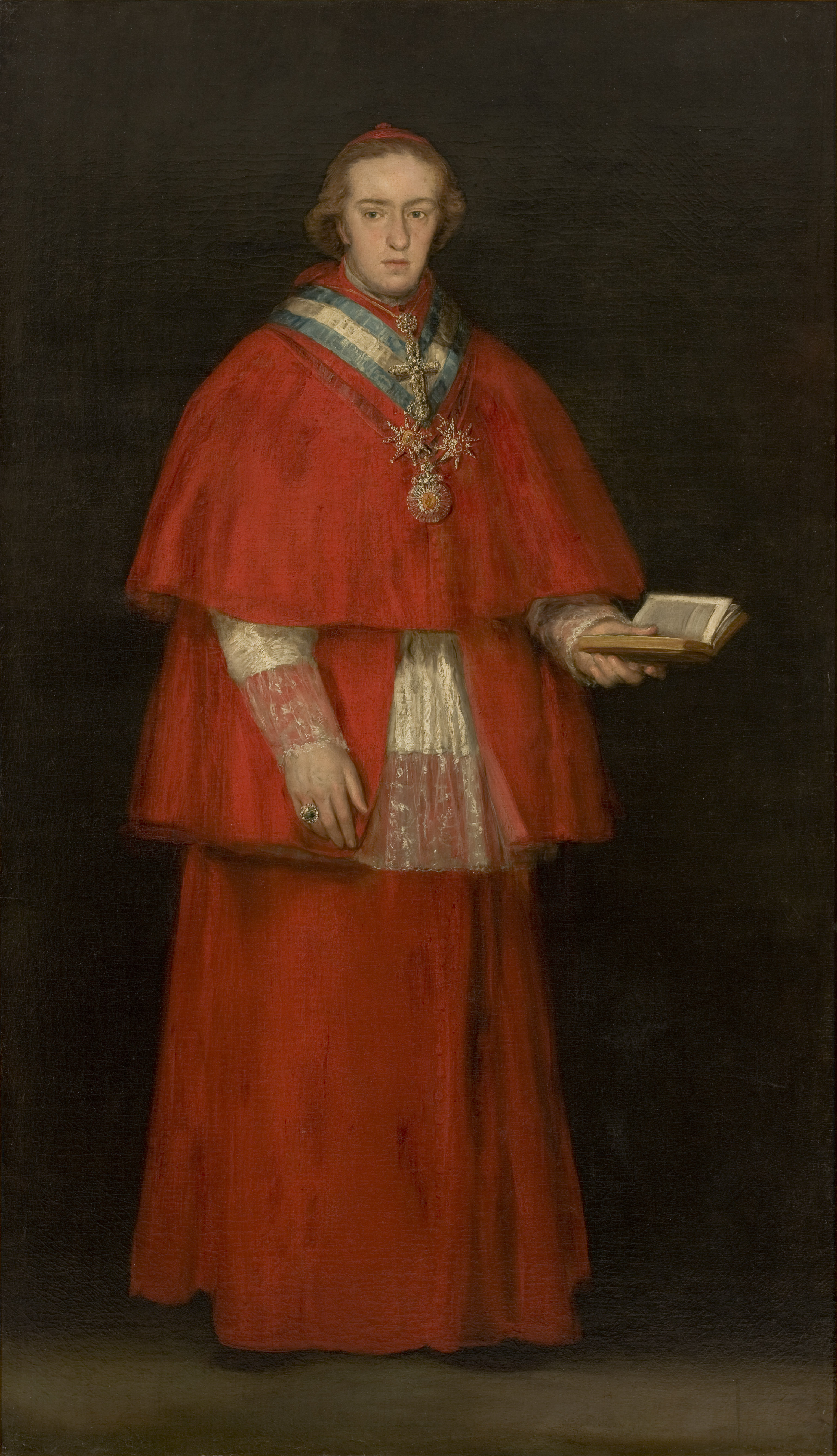
Kardynał Ludwik Maria Burbon y Vallabriga, Goya, ok. 1798–1800

Portret Ludwika Marii Burbona y Vallabriga (hiszp. Retrato de Luis María de Borbón y Vallabriga) – obraz olejny hiszpańskiego malarza Francisca Goi (1746–1828). Był to pierwszy portret dziecięcy wykonany przez Goyę, chłopiec na obrazie ma około 6 lat. Malarz sportretował Ludwika Marię ponownie ok. 1798–1800 roku jako kardynała Toledo.

## Ludwik Maria Burbon
Portret przedstawia małego Ludwika Marię Burbon y Vallabriga w rodzinnej posiadłości – Pałacu de la Mosquera. Ludwik Maria był najstarszym dzieckiem i jedynym synem infanta Ludwika Antoniego Burbona oraz bratankiem Karola III. Jego ojciec popadł w niełaskę i został wydalony z madryckiego dworu, kiedy porzucił planowaną dla niego karierę duchownego i ożenił się z dużo młodszą aragońską hrabianką, Marią Teresę de Vallabriga y Rozas. Maria Teresa była córką kapitana aragońskiej kawalerii i hrabiny Josefy Stuart de Torresecas. Nie miała królewskiego rodowodu, dlatego małżeństwo uznano za morganatyczne, a infant i jego rodzina utracili liczne przywileje. Rodzina zamieszkała w Arenas de San Pedro, gdzie wokół infanta skupiali się znani malarze, pisarze i muzycy epoki. Ludwik Maria odzyskał prawo do używania nazwiska Burbon po tym jak królowa Maria Ludwika wydała jego siostrę Marię Teresę za swojego faworyta Manuela Godoya.
Relacje Goi z małżeństwem infantów były bardzo serdeczne. Ludwik Antoni i Maria Teresa byli dla niego nie tylko ważnymi zleceniodawcami, ale także mecenasami. Dwukrotnie zapraszali malarza (i jego żonę Josefę) do swojej posiadłości w Arenas de San Pedro i nie szczędzili mu pochwał i dowodów życzliwości. W latach 1783–1784 Goya wykonał dla nich 16 obrazów. W 1783 roku przygotowując się do wykonania złożonego Portretu rodziny infanta don Luisa namalował kilka portretów poszczególnych członków rodziny, w tym dzieci. 

## Opis obrazu
Mały Ludwik Maria pozuje Goi w swoim pokoju do nauki. Otaczają go różne przedmioty symbolizujące wiedzę oraz zapewnioną przez jego ojca odpowiednią edukację. Książki i mapy wskazują na lekcję geografii. Elegancki niebieski strój chłopca wyróżnia się na ciemnym tle.

## Proweniencja
Od 1783 roku dzieło znajdowało się w Pałacu de la Mosquera, rezydencji infantów w Arenas de San Pedro. Po śmierci Ludwika Antoniego przeniesiono je do Pałacu de Boadilla del Monte w Madrycie. W 1797 obraz przeszedł na własność Marii Teresy, wdowy po infancie, która zabrała go ze sobą do rodzimej Saragossy. Po śmierci infantki w 1820 roku portret dziedziczyli kolejni członkowie jej rodziny. Ostatnią właścicielką obrazu była María del Rosario Ignacia Álvarez de Toledo Ruspoli, która zabrała go ze sobą w podróże dyplomatyczne do Dublina (1947–1954) i Berna (1954–1961). Rodzina książąt de Sueca ostatecznie osiedliła się w 1961 roku Madrycie, obraz pozostał w ich madryckiej rezydencji przy ulicy Barquillo do 2006 roku. 14 grudnia 2006 roku rząd Aragonii z pomocą Fundacji PLAZA nabył portret za cenę 10 milionów euro. Obraz został uznany za dziedzictwo kulturowe i  włączony do zbiorów Museo de Zaragoza 24 kwietnia 2007 roku. Portret, który przez dwa stulecia znajdował się w posiadaniu rodziny i nigdy nie był wystawiany zachował się w bardzo dobrym stanie. W 2008 roku obraz przewieziono na dwa miesiące do Muzeum Prado, gdzie poddano go restauracji.